# Zoutgrasfamilie
De zoutgrasfamilie (Juncaginaceae) is een familie van eenzaadlobbige planten. Het zijn kruidachtige, voor het merendeel overblijvende moeras- en waterplanten. De familie komt voor van koude tot subtropische gebieden, voornamelijk in de kuststreken.
In België en Nederland komen twee soorten van het geslacht zoutgras (Triglochin) voor:
- moeraszoutgras (Triglochin palustris)
- schorrenzoutgras (Triglochin maritima)

Wereldwijd kent de familie vijftien soorten in vier geslachten:
- Lilaea
- Maundia
- Tetroncium
- Triglochin

In het Cronquist-systeem (1981) was de zoutgrasfamilie ingedeeld in de orde Najadales in de onderklasse Alismatidae.